# Massinissa (chanteur)
 (janvier 2025).
 (janvier 2025).
La mise en forme du texte ne suit pas les recommandations de Wikipédia : il faut le « wikifier ».
Les points d'amélioration suivants sont les cas les plus fréquents. Le détail des points à revoir est peut-être précisé sur la page de discussion.
- Les titres sont pré-formatés par le logiciel. Ils ne sont ni en capitales, ni en gras.
- Le texte ne doit pas être écrit en capitales (les noms de famille non plus), ni en gras, ni en italique, ni en « petit »…
- Le gras n'est utilisé que pour surligner le titre de l'article dans l'introduction, une seule fois.
- L'italique est rarement utilisé : mots en langue étrangère, titres d'œuvres, noms de bateaux, etc.
- Les citations ne sont pas en italique mais en corps de texte normal. Elles sont entourées par des guillemets français : « et ».
- Les listes à puces sont à éviter, des paragraphes rédigés étant largement préférés. Les tableaux sont à réserver à la présentation de données structurées (résultats, etc.).
- Les appels de note de bas de page (petits chiffres en exposant, introduits par l'outil «  Source ») sont à placer entre la fin de phrase et le point final[comme ça].
- Les liens internes (vers d'autres articles de Wikipédia) sont à choisir avec parcimonie. Créez des liens vers des articles approfondissant le sujet. Les termes génériques sans rapport avec le sujet sont à éviter, ainsi que les répétitions de liens vers un même terme.
- Les liens externes sont à placer uniquement dans une section « Liens externes », à la fin de l'article. Ces liens sont à choisir avec parcimonie suivant les règles définies. Si un lien sert de source à l'article, son insertion dans le texte est à faire par les notes de bas de page.
- La présentation des références doit suivre les conventions bibliographiques. Il est recommandé d'utiliser les modèles {{Ouvrage}}, {{Chapitre}}, {{Article}}, {{Lien web}} et/ou {{Bibliographie}}. Le mode d'édition visuel peut mettre en forme automatiquement les références.
- Insérer une infobox (cadre d'informations à droite) n'est pas obligatoire pour parachever la mise en page.

Pour une aide détaillée, merci de consulter Aide:Wikification.
Si vous pensez que ces points ont été résolus, vous pouvez retirer ce bandeau et améliorer la mise en forme d'un autre article.
Pour les articles homonymes, voir Massinissa (homonymie).
Massinissa, Ali Chibane (en arabe : ماسينيسا),  né le 26 juin 1967 à Oued El Ma (wilaya de Batna), est un chanteur algérien. Il vit entre Batna et Merouana.

## Biographie

### Enfance
À l’âge de 5 ans, il apprend des chansons du terroir chaouis et les chante. À l'âge de 15 ans,  il répète les chansons de sa grand-mère et il est sollicité pour chanter dans des fêtes de mariages et des galas locaux .

### Parcours musical
En 1987, Ali Chibane devient membre du groupe Amenay, à l'âge de 20 ans, avec le chanteur Aïssa Brahimi. Après la sortie d’un album, le groupe se sépare. En 1987, Aïssa Brahimi et lui sont arrêtés par des agents de sécurité, à cause de l'affichage décoratif de lettres tifinaghs () (symboles de la culture chaoui) dans leur village. Ils sont détenus, interrogés et menacés pendant trois jours à Batna, et y subissent des coups.
Ali Chibane chante en langue chaoui pour tous ses albums, mais un jour où les producteurs ne voulaient plus le produire, il a chanté un album en arabe en style Arrassi (style de musique souvent entendu lors de mariages en Algérie). Au Festival de musique d’Oum El Bouaghi, il ne fut plus invité durant plusieurs années, les organisateurs lui reprochant de faire de la politique.
En 1992, Ali Chibane été membre d'un groupe appelé Massinissa, et ils ont produit ensemble deux albums. Peu après cela, le groupe s'est séparé. Ali Chibane étant resté le seul membre du groupe à faire de la musique, il a pris le nom du groupe pour devenir le chanteur Massinissa.

#### Thématique musicale
Dans ces chansons, Massinissa évoque des thématiques variées : la famille, l'amour, l'histoire et les traditions, s'inspirant du terroir et de la culture chaouie,.

## Concerts

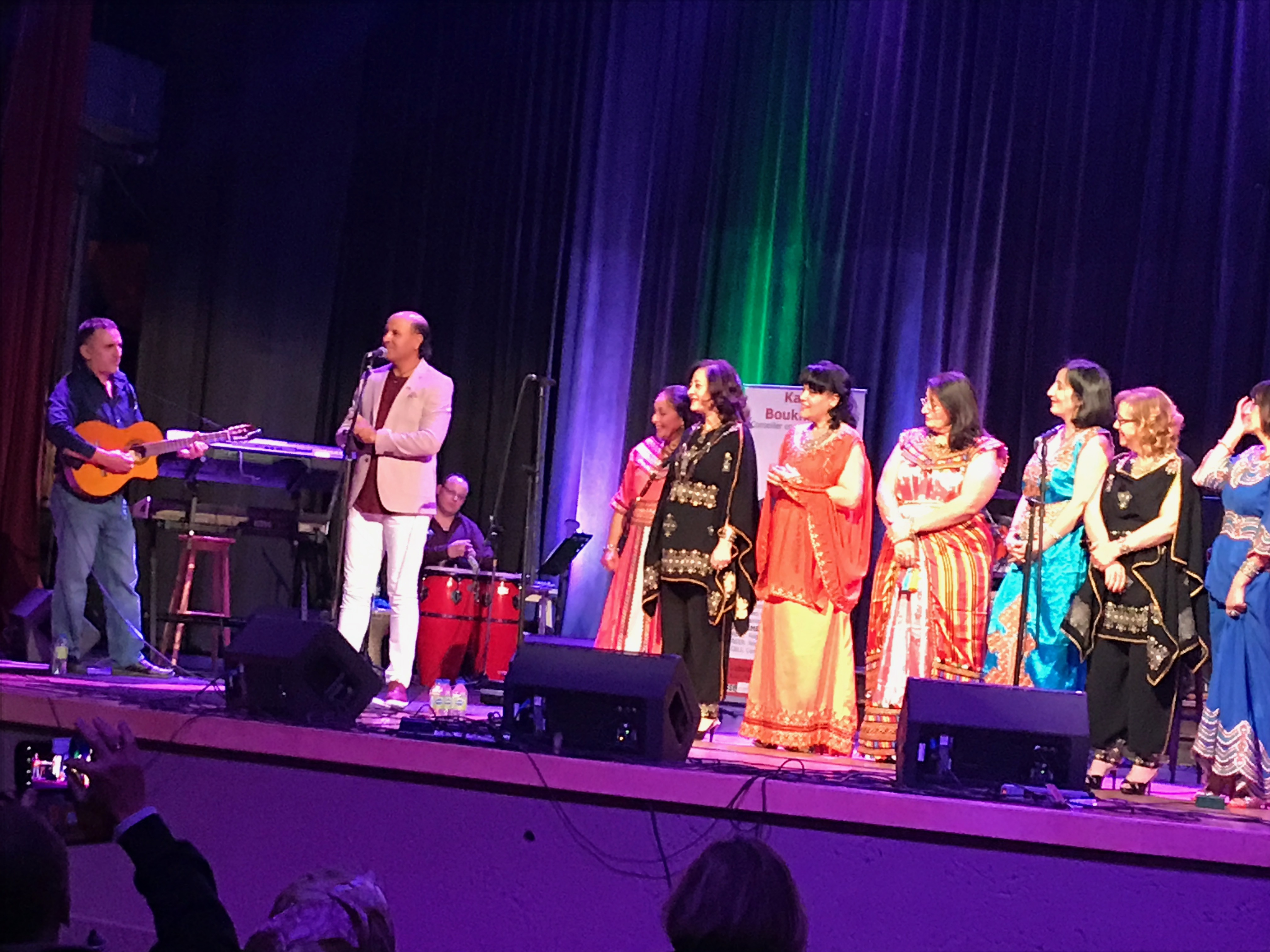
Massinissa à Montréal.

Massinissa a participé à plusieurs concerts dans tout le territoire algérien dans les salles de Batna, au festival international de musique de Timgad, ou à Sétif  au Festival de Baâlbek à Djemila , à Khenchela  au  Festival de la musique et de la chanson chaouies, à Tizi Ouzou,  à Béchar et à Tamanrasset au Festival de la chanson amazigh. Au niveau international, l'artiste a fait des animations et concerts en France, Belgique, Suisse, Tunisie et autres.

## Discographie
Massinissa a composé plusieurs albums . Il a 19 albums dans son parcours .
- En 2017, il a une chanson en duo avec Ali Amran dont le titre est Tharwa n Djerdjer d Tarwa n Wawres [13].